# Tylos punctatus
Tylos punctatus is een pissebed uit de familie Tylidae. De wetenschappelijke naam van de soort is voor het eerst geldig gepubliceerd in 1909 door Holmes & Gay.